# Stadsdeel Oost (Enschede)
Stadsdeel Oost in de Nederlandse stad Enschede omvat de wijken De Eschmarke, Hogeland-Zuid, 't Ribbelt, Stokhorst en Velve-Lindenhof en Glanerbrug. In dit gebied zijn in totaal ruim 38.000 mensen woonachtig waarmee Enschede Oost qua inwonersaantal het grootste stadsdeel van Enschede is.
Stadsdeelwethouder Oost is Niels van de Berg (Burgerbelangen Enschede).